# Toon Becx
Toon Becx (Tilburg, 1920 - Tilburg, 26 de noviembre de 2013) fue un futbolista profesional neerlandés que jugaba en la demarcación de extremo.

## Biografía
Toon Becx debutó como futbolista profesional en 1939 a los 19 años de edad con el Willem II Tilburg. Jugó durante 17 temporadas en total en las que marcó 113 goles en 329 partidos jugados. Además durante su estancia en el club llegó a ganar la Eredivisie en dos ocasiones, 1952 y 1955, habiendo marcado el gol de la victoria en el último partido del campeonato, dando al equipo el título. También consiguió la Copa de los Países Bajos en 1944.
Toon Becx falleció el 26 de noviembre de 2013 en su residencia de Tilburg a los 93 años de edad.

## Clubes
| Club              | País         | Año         | Partidos | Goles |
| ----------------- | ------------ | ----------- | -------- | ----- |
| Willem II Tilburg | Países Bajos | 1939 - 1956 | 329      | 113   |

## Palmarés
- Eredivisie (2): 1952 y 1955
- Copa de los Países Bajos: 1944